# Andrena monacha
Andrena monacha är en biart som beskrevs av Warncke 1965. Andrena monacha ingår i släktet sandbin, och familjen grävbin. Inga underarter finns listade i Catalogue of Life.